# 麗亞環

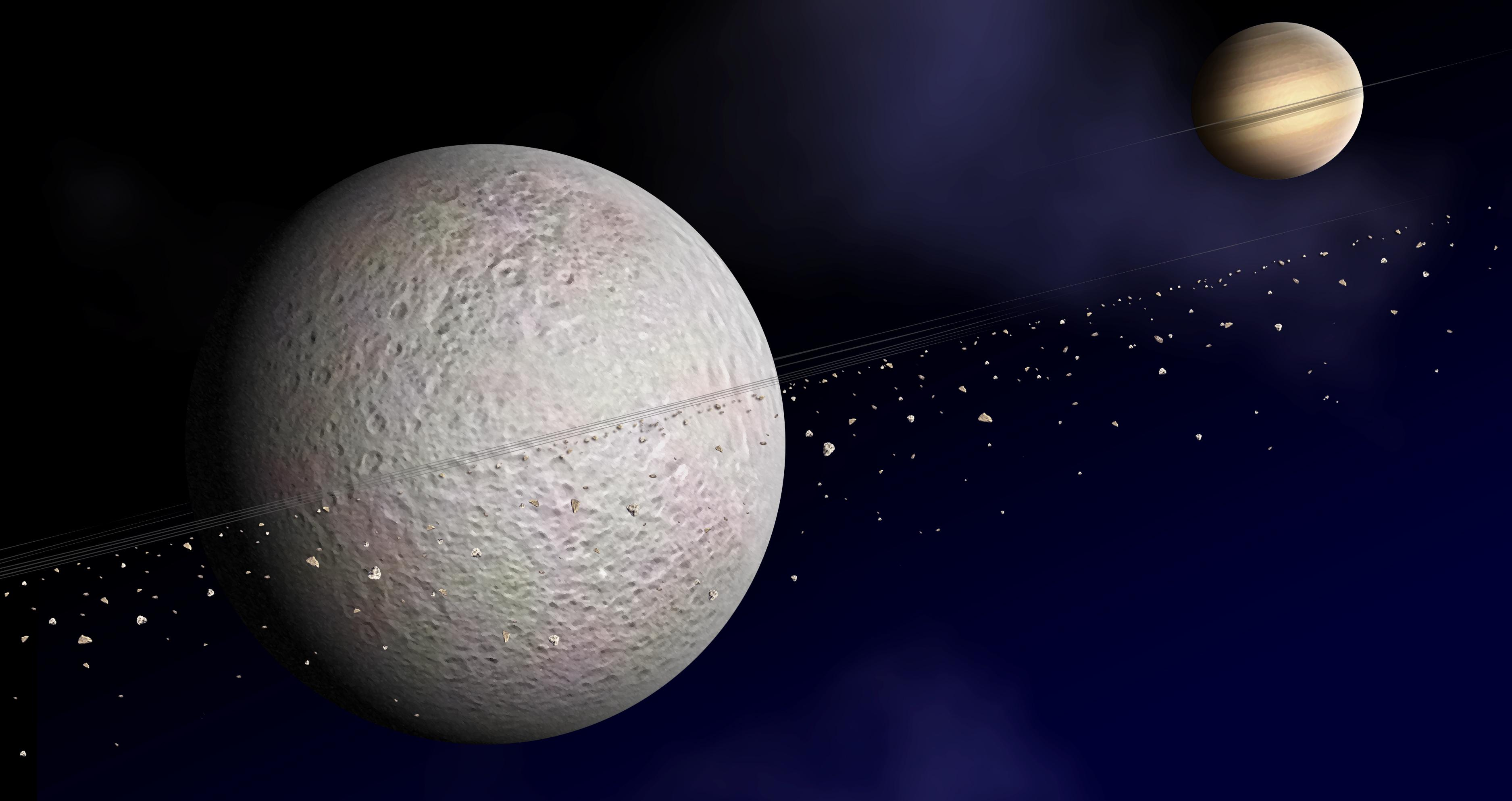
藝術家想像麗亞的環，微粒的密度被誇大了。

土星的衛星土衛五雷亞可能有一個稀疏的環系統，包含有三條狹窄、相對來說是密集微粒組成的盤面。此一發現公布在2008年3月6日的《科學雜誌》，這可能是被發現的第一個環繞著衛星的環系統。
在2005年的11月，卡西尼軌道船發現土星的磁氣層在麗亞附近有高能量的電子。根據發現的團隊說明，最好的解釋模式是假設電子被固體的物體吸附在它赤道的盤面上，這些可以包含密集的圓環或弧，而微粒的直徑可以從幾公分至接近一公尺。

## 檢測

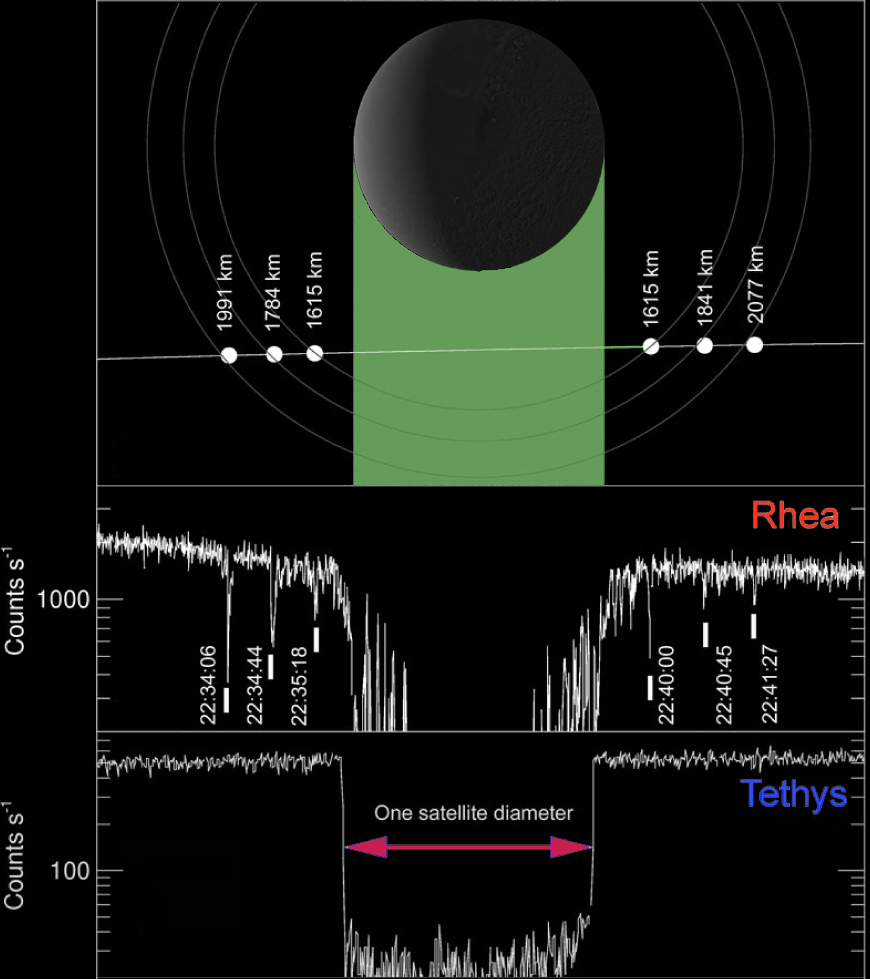
比較MIMI讀取的麗亞和忒堤斯的資料，可能有環。電漿在麗亞比在忒堤斯附近動盪和活躍，因此它的陰影無法很清楚的切割。

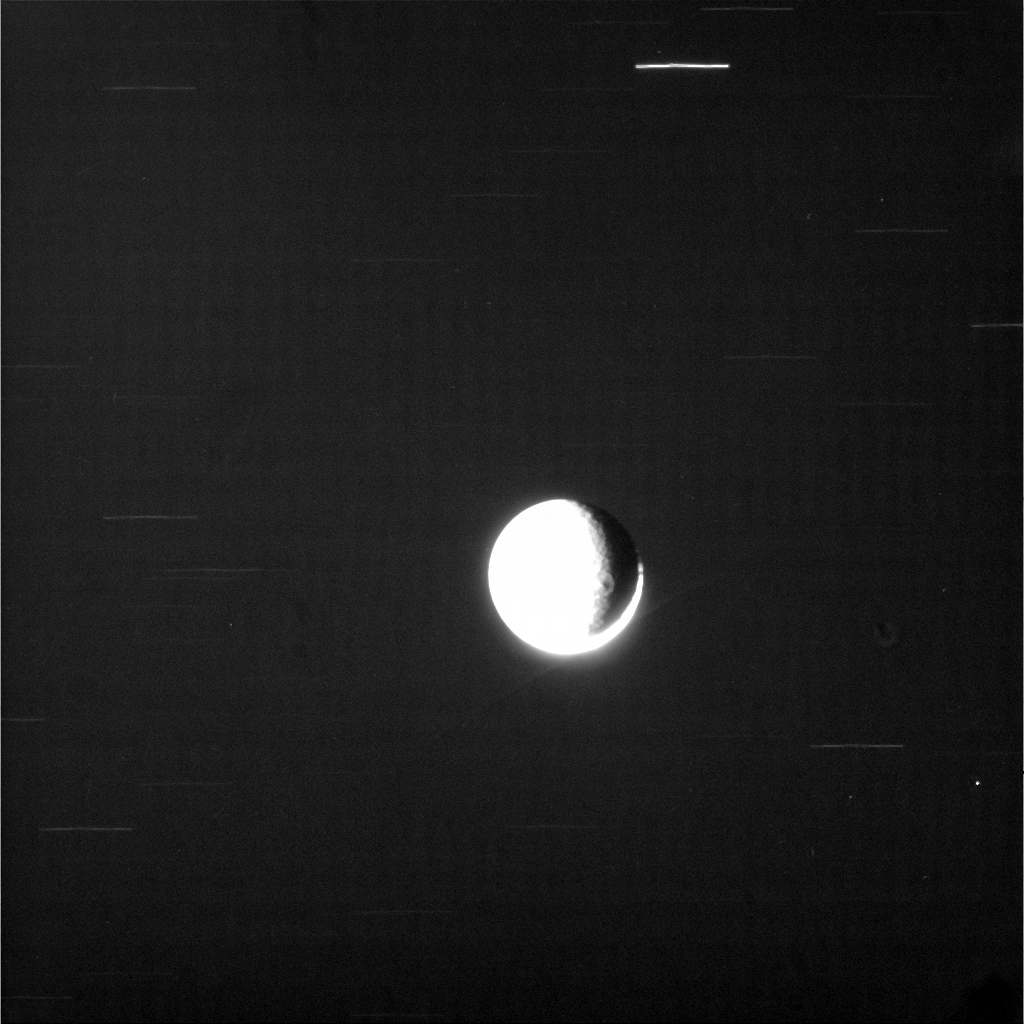
由背光處曝光100秒的照片未能發現麗亞有環的證據。如果環存在，她們不是太細窄就是沒有散射足夠被偵測出來的光線。這項幾何上的觀察被調整到用來測量塵埃大小的微粒，所以環也有可能由更大的顆粒的碎屑組成。在底部的月牙形是被日光照亮的，在左邊凸起的亮光是行星照。

航海家1號在1980年也觀察到在麗亞的附近的土星磁氣層有被困住的高能電子擴散著。這些資料是在比卡西尼太空船更遠的距離上測量的。
在2005年11月6日，卡西尼首度瞄準麗亞執行它的飛越任務。它以不到500公里的距離飛越麗亞的表面，順著土星的磁場行進，觀察到電漿比在其它衛星，像是狄俄涅和忒堤斯的附近活躍。在那些情況下，當卡西尼進入衛星的陰影中時，電漿的高能量電子突然被切斷了（衛星本身阻擋住了磁氣層流向卡西尼的電漿）。然而，在麗亞的情形是，電漿中的電子在8倍的距離外開始逐漸下降，並且逐漸下降直到卡西尼進入麗亞的電漿陰影之際發生預期的暴跌。這個延伸的距離相當於麗亞的希爾球，是麗亞半徑的7.7倍，在這個範圍內的軌道是由麗亞的重力主導而非土星的重力。在卡西尼脫離麗亞的電漿陰影過程中，整個變化反過來進行：高能量的電子突然明顯的湧現，然後在希爾球的半徑內逐漸的增加。
這些讀數類似於恩克拉多斯的虎皮條紋吸收了電漿的電子。但是，在麗亞的情況下，吸收的模式是對稱的。
另一方面，磁氣層影像儀（MIMI）觀察到這種柔和的梯度在衛星兩側電漿流各有三次明顯的暴跌，而且模式也幾乎是對稱的。
在2007年8月，卡西尼再一次穿越麗亞的電漿陰影，但是遠離了順流，得到的讀數與航海家1號的相似。
目前沒有影像或直接觀測吸收電漿物質的想法，而且可能的候選者也很難直接的查出來。未來將會安排在卡西尼延伸任務的首要觀測項目中，飛越目標的時程已安排在2010年3月2日。

## 說明
卡西尼飛越時的彈射使磁層的解讀遭遇困難。
磁氣層的電漿吸收體最明顯的候選人是中性氫和塵埃，但是解釋上所需要的數量遠高於卡西尼所能觀測到的損耗。因此，發現者，卡西尼MIMI小組的領導人Geraint Jones爭辯說，這些損耗必然是由圍繞著麗亞的固體微粒造成的：
對電子分析的數據顯示造成遮蔽的物質很可能是接近麗亞赤道平面的低光深度盤，盤中物體的直徑上限大約在一公尺。
對有著對稱標誌的電漿流最簡單的解釋就是有延伸成弧或圓環的物質在麗亞的赤道平面上環繞著。這些相對稱的垂直度有一些地方與1977年發現天王星環的方法相似。在絕對的對稱上的輕微偏差也許可以歸結於「地區性磁場的輕微傾斜」或「電漿流的共同偏差」，而不是環的非對稱性，而環可能是圓形的。
| 環 | 軌道半徑（公里） |
| -- | ---------------- |
| 盤 | < 5900           |
| 1  | ≈ 1615           |
| 2  | ≈ 1800           |
| 3  | ≈ 2020           |

不是所有的科學家都被說服而認同是由圓環系統造成的。在影像上未能看見環，被認為是塵埃的顆粒非常小的緣故。而且，預期有可能觀測到由冰礫構成的圓環影像。

## 歷史
模擬的結果認為，以天文學的時間尺度，固體的微粒是可以在麗亞的赤道平面上穩定的環繞著，但是狄俄涅和忒堤斯因為太靠近土星，使得它們的希爾球太小，就無法穩定下來了；在泰坦則是因為有濃厚的大氣層阻尼。
對於環的起源也有幾種看法。撞擊可能將物質拋入軌道；最近的一次可能發生在7,000萬年前。當捕獲麗亞時，可能擾亂了一些小天體的軌道。無論是那一種情況，殘骸最終都將進入赤道上安定的圓軌道。假使軌道可以有長期的穩定性，麗亞本身是可以讓它們生成並存在的。
從分散到穩定，必然會有一些限制。這些建議包括盤內的小衛星和材料叢集，相似於土星的A環。

## 外部連結
- NASA podcast（页面存档备份，存于）